# 선전 지하철 9호선
선전 지하철 9호선(중국어 간체자: 深圳地铁九号线, 정체자: 深圳地鐵九號線, 한어 병음: Jǐu hào xiàn, 월병: Gau2 Hou6 Sin3)은 2016년 10월 28일에 개통된 선전 지하철의 노선이다. 이 노선은 훙수완 남역에서 원진 역까지 동서간을 잇는다. 10개의 환승역을 가지고 있으며, 길이는 25.33 km, 난산, 푸톈, 뤄후의 도시 지역을 관할하고 있다.

## 노선명
9호선은 이전에 메이린 선(중국어 간체자: 梅林线, 정체자: 梅林線, 한어 병음: Méilín Xiàn, 월병: Mui4 Lam4 Sin3)으로 알려져 있었고, 그 전에는 내부순환선을 의미하는 네이환 선(중국어 간체자: 內环线, 정체자: 內環線, 한어 병음: Nèihuán xiàn, 월병: Noi6 Waan4 Sin3)이라고 불렀다. 2011년 12월에 계획된 조정과 함께 노선명이 변경되었다.

## 건설
9호선 건설은 2012년에 시작되었으며, 2014년 7월에 주요 역이, 2015년 3월에 전역 완공, 2016년 9월에 터널을 계획하고, 2016년 10월에 시범 운영을 시작했다. 선전 지하철 3호선 투자 유한공사(深圳市地鐵三號線投資有限公司)는 2011년 4월 선전 지하철 집단 유한공사(深圳市地铁集团有限公司, SZMC)와 합병할 때까지 노선 건설 및 계획을 담당했다.
| 구간             | 개통일자         | 총연장              |
| ---------------- | ---------------- | ------------------- |
| 훙수완 남 ~ 원진 | 2016년 10월 28일 | 25.33 km (15.74 mi) |
| 훙수완 남 ~ 첸완 | 2019년 12월 8일  | 36.18 km (22.48 mi) |

## 노선 정보
- 총연장：36.18 km[2]
- 역 수：32[2]
- 역간 최대 거리：3394m；역간 최소 거리：647m[3]
- 지하구간：전 구간
- 차량：6량 A형 차량
- 전력공급：직류 1500 V 가공 전차선
- 차량 기지：차오청둥 차량 기지(侨城东车辆), 비자산 정차장(笔架山停车场)
- 장기 피크 시간 편도 구간 최대 승객 유동량 : 시간당 4.11만명
- 투자：275억 위안[2]

## 역 목록
| 역명(한자음)             | 역명(간자체) | 영문명                    | 환승역                                             | 구간 거리 km | 누적 거리 km | 위치   |
| ------------------------ | ------------ | ------------------------- | -------------------------------------------------- | ------------ | ------------ | ------ |
| 쳰완 (전완)              | 前湾         | Qianwan                   | ■ 5호선                                            |              |              | 난산구 |
| 멍하이 (맹해)            | 梦海         | Menghai                   |                                                    |              |              | 난산구 |
| 이하이 (이해)            | 怡海         | Yihai                     |                                                    |              |              | 난산구 |
| 리린 (려림)              | 荔林         | Litchi Orchards           |                                                    |              |              | 난산구 |
| 난유 서 (남유 서)        | 南油西       | Nanyou West               |                                                    |              |              | 난산구 |
| 난유 (남유)              | 南油         | Nanyou                    | ■ 12호선                                           |              |              | 난산구 |
| 난산 서점 (남산 책성)    | 南山书城     | Nanshan Book Mall         |                                                    |              |              | 난산구 |
| 선다 남 (심전대학교 남)  | 深大南       | Shenzhen University South |                                                    |              |              | 난산구 |
| 웨하이먼 (월해문)        | 粤海门       | Yuehaimen                 | ■ 13호선                                           |              |              | 난산구 |
| 고신남                   | 高新南       | High-Tech South           |                                                    |              |              | 난산구 |
| 훙수완 남 (홍서완 남)    | 红树湾南     | Hongshuwan South          | ■ 11호선                                           | 0.00         | 0.00         | 난산구 |
| 선완 (심완)              | 深湾         | Shenwan                   |                                                    | 0.85         | 0.85         | 난산구 |
| 선전만 공원 (심전완공원) | 深圳湾公园   | Shenzhen Bay Park         |                                                    | 1.50         | 2.35         | 난산구 |
| 샤사 (하사)              | 下沙         | Xiasha                    |                                                    | 3.45         | 5.80         | 푸톈구 |
| 처궁먀오 (차공묘)        | 车公庙       | Chegongmiao               | ■ 1호선 ■ 7호선 ■ 11호선                           | 1.10         | 6.90         | 푸톈구 |
| 샹메이 (향매)            | 香梅         | Xiangmei                  |                                                    | 2.00         | 8.90         | 푸톈구 |
| 징톈 (경전)              | 景田         | Jingtian                  | ■ 2호선                                            | 1.35         | 10.25        | 푸톈구 |
| 메이징 (매경)            | 梅景         | Meijing                   |                                                    | 0.90         | 11.15        | 푸톈구 |
| 샤메이린 (하매린)        | 下梅林       | Xiameilin                 |                                                    | 0.75         | 11.90        | 푸톈구 |
| 메이춘 (매춘)            | 梅村         | Meicun                    |                                                    | 1.25         | 13.15        | 푸톈구 |
| 상메이린 (상매린)        | 上梅林       | Shangmeilin               | ■ 4호선                                            | 0.80         | 13.95        | 푸톈구 |
| 마링 (매령)              | 孖岭         | Maling                    | ■ 10호선                                           | 0.80         | 14.75        | 푸톈구 |
| 인후 (은호)              | 银湖         | Yinhu                     | ■ 6호선                                            | 2.25         | 17.00        | 푸톈구 |
| 니강                     | 泥岗         | Nigang                    |                                                    | 0.90         | 17.90        | 푸톈구 |
| 훙링 북 (홍령 복)        | 红岭北       | Hongling North            | ■ 7호선                                            | 1.15         | 19.05        | 푸톈구 |
| 위안링 (원령)            | 园岭         | Yuanling                  |                                                    | 0.70         | 19.75        | 푸톈구 |
| 훙링 (홍령)              | 红岭         | Hongling                  | ■ 3호선                                            | 0.80         | 20.55        | 푸톈구 |
| 훙링 남 (홍령 남)        | 红岭南       | Hongling South            | ■ 1호선 ■ 2호선 ■ 5호선 (공사중) ■ 11호선 (공사중) | 1.00         | 21.55        | 뤄후구 |
| 루단춘 (룩단춘)          | 鹿丹村       | Ludancun                  |                                                    | 0.80         | 22.35        | 뤄후구 |
| 런민 남 (인민남)         | 人民南       | Renmin South              |                                                    | 0.90         | 23.25        | 뤄후구 |
| 샹시춘 (향서춘)          | 向西村       | Xiangxicun                |                                                    | 1.00         | 24.25        | 뤄후구 |
| 원진 (문금)              | 文锦         | Wenjin                    |                                                    | 0.75         | 25.00        | 뤄후구 |
|                          |              |                           |                                                    |              |              |        |

## 철도 차량
2014년 선전 메트로 그룹은 7호선과 9호선을 위해 창춘 궤도객차에서 70대의 열차 (420량)를 도입했으며, 7호선은 41대를 사용하고 9호선은 29대를 사용한다. 1차 도입분은 2016년 3월 중순에 도입했다. 열차가 처음 운행될 때 17대의 열차가 6분에서 8분 간격으로 운행되었다.

## 같이 보기
- 선전 지하철